# 252P/LINEAR
252P/LINEAR – kometa krótkookresowa, należąca do rodziny Jowisza oraz  obiektów typu NEO. 

## Odkrycie
Kometa została odkryta 7 kwietnia 2000 w ramach programu obserwacyjnego LINEAR.

## Orbita komety i właściwości fizyczne
Orbita komety 252P/LINEAR ma kształt elipsy o mimośrodzie 0,67. Jej peryhelium znajduje się w odległości 0,996 j.a., aphelium zaś 5,11 j.a. od Słońca. Jej okres obiegu wokół Słońca wynosi 5,33 roku, nachylenie do ekliptyki to wartość 10,4˚.
W 1987 roku kometa ta zmieniła orbitę ze względu na bliskie przejście obok Jowisza (0,15 au). 21 marca 2016 roku minęła ona Ziemię w odległości 0,036 au (5,3 mln km; 14 razy dalej niż Księżyc). Najlepiej widoczna była wówczas z południowej półkuli. Dzień później Ziemię minęła kometa P/2016 BA14. Podobieństwo ich orbit wskazuje na to, że P/2016 BA14 jest prawdopodobnie fragmentem komety 252P/LINEAR oderwanym w trakcie jej wędrówki przez wewnętrzną część Układu Słonecznego lub podczas przejścia obok Jowisza.
Jądro komety 252P/LINEAR ma rozmiar około 230 metrów.